# Carl Daniel Poppius
Carl Daniel Poppius, född den 31 mars 1817 i Stockholm, död den 31 maj 1883 i Karbennings församling, Västmanlands län, var en svensk jurist. Han var son till Gabriel Poppius.
Poppius gjorde, efter att ha skrivits in som student vid Uppsala universitet, sitt första inträde i statens tjänst 1837. Han avlade juris utriusque kandidatexamen 1844. Poppius blev auskultant i Svea hovrätt samma år, extra ordinarie notarie 1845, vice häradshövding 1847, vice notarie 1848,
extra ordinarie fiskal samma år, ordinarie fiskal 1850 och ordinarie notarie 1854. Han var häradshövding i Västmanlands norra domsaga 1861–1882.
Poppius var en av grundarna när Juridiska föreningen i Uppsala, Nordens äldsta juristförening, bildades 1844. 